# A Yellow Streak
A Yellow Streak er en amerikansk stumfilm fra 1915 af William Nigh.

## Medvirkende
- Lionel Barrymore som Barry Dale.
- Irene Howley som Mary Austin.
- Dorothy Gwynne som Virginia Dale.
- John Goldsworthy som Richard Marvin.
- Niles Welch som Tom Austin.